# Andreas Thorkildsen

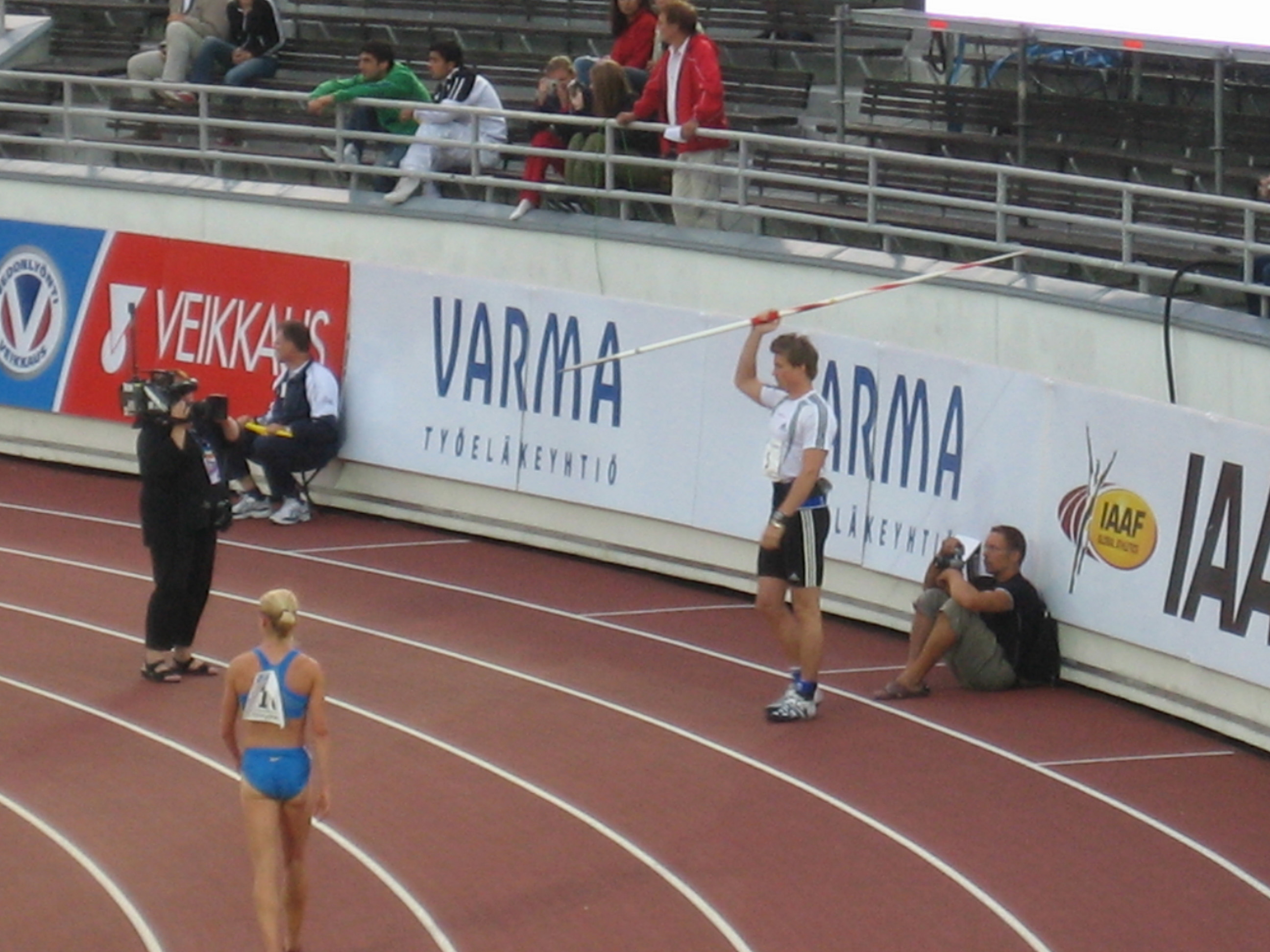
Andreas Thorkildsen bei den Weltmeisterschaften in Helsinki 2005

Andreas Thorkildsen (* 1. April 1982 in Kristiansand) ist ein ehemaliger norwegischer Speerwerfer und Olympiasieger.

## Biografie
Der Vizejuniorenweltmeister von 2000 nahm an den Weltmeisterschaften 2001 in Edmonton und 2003 in Paris teil, kam aber über einen elften Platz (2003) nicht hinaus.
Etwas überraschend kam daher sein Sieg bei den Olympischen Spielen 2004 in Athen mit 86,50 m, mit mehr als anderthalb Metern Abstand auf Vadims Vasiļevskis (LAT) und Sergei Makarow (RUS).
In den darauffolgenden Jahren etablierte Thorkildsen sich dann in der Weltspitze. Bei den Weltmeisterschaften 2005 in Helsinki erreichte er hinter Andrus Värnik aus Estland den zweiten Platz, und bei den Europameisterschaften 2006 in Göteborg errang er den Titel mit einer Weite von 88,78 m. Bei den Weltmeisterschaften 2007 wurde er wiederum Zweiter, dieses Mal hinter Tero Pitkämäki (FIN). Bei den Olympischen Spielen von Peking holte er mit einer Weite von 90,57 m Gold. Ebenfalls Gold gewann er bei den Weltmeisterschaften 2009 und wurde erneut Europameister bei den Europameisterschaften 2010 in Barcelona. Bei den Weltmeisterschaften 2011 gewann Thorkildsen die Silbermedaille. 2012 wurde er bei den Europameisterschaften Vierter und bei den Olympischen Spielen in London Sechster.
Thorkildsen verbesserte mehrere Male den norwegischen Landesrekord, zuletzt am 2. Juni 2006 in Oslo auf 91,59 m. Er hält außerdem den Juniorenweltrekord mit 83,87 m (2001).
2004 und 2008 gewann er die Wahl zu Norwegens Sportler des Jahres. 2008 wurde er außerdem Europas Leichtathlet des Jahres und mit der Aftenposten-Goldmedaille und dem Fearnleys olympiske ærespris geehrt.
Andreas Thorkildsen hat bei einer Größe von 1,88 m ein Wettkampfgewicht von 90 kg. Sein Vater, Tomm Thorkildsen, war ebenfalls ein guter Speerwerfer (Bestleistung: 71,64 m, 1974) und begeisterte seinen Sohn für den gleichen Sport. Seine Mutter ist Bente Amundsen, die in den 1970er Jahren norwegische Meisterin im Hürdenlauf war. Andreas Thorkildsen betreibt seit seinem elften Lebensjahr Speerwurf, sein Heimatverein war Kristiansand IF. 2001 zog er nach Oslo und wird seitdem von Åsmund Martinsen beim SK Vidar trainiert. Andreas Thorkildsen war bis März 2011 mit der norwegischen Hürdenläuferin Christina Vukicevic liiert.
Mitte 2016 beendete er seine sportliche Karriere aufgrund von Hüftproblemen mit 34 Jahren.